# Malte Dahrendorf
Malte Dahrendorf (* 2. Oktober 1928 in Hamburg; † 13. Mai 2008 ebenda) war ein deutscher Forscher auf dem Gebiet der Kinder- und Jugendliteratur und Hochschullehrer.

## Leben

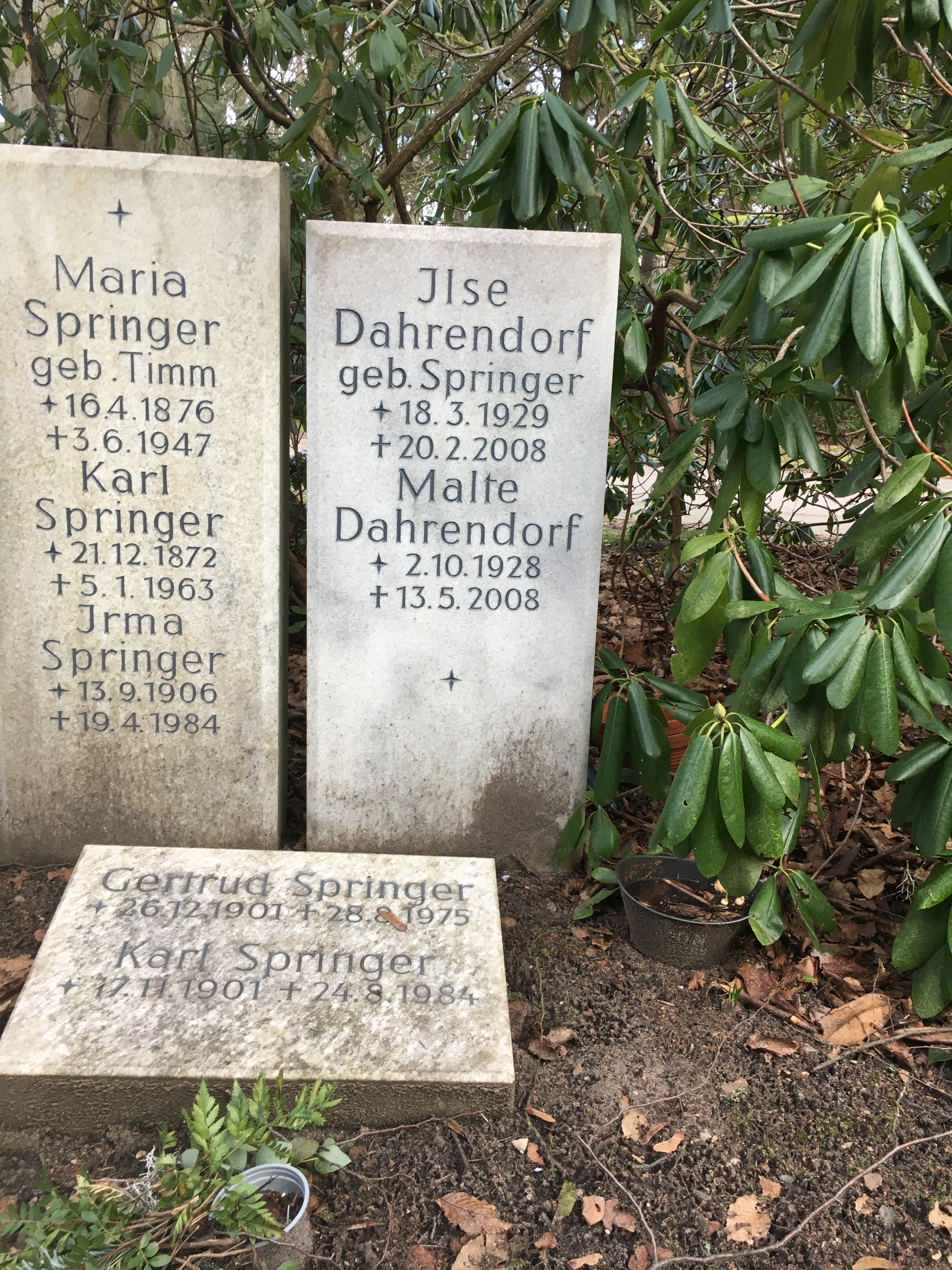
Grabstätte Malte Dahrendorf auf dem Friedhof Ohlsdorf

Nach Studium des Lehramtes an Volks- und Realschulen und anschließender Promotion zum Dr. phil. (1955) an der Universität Hamburg arbeitete Dahrendorf von 1954 bis 1965 als Lehrer in Hamburg. Ab 1965 wurde er ans Pädagogische Institut der Universität Hamburg abgeordnet und war dort von 1969 bis 1970 Dozent. 1970 erhielt er einen Ruf auf die Professur für Deutschdidaktik an der Pädagogischen Hochschule Kiel. Ab 1976 bis zu seiner Emeritierung im Jahre 1992 war Dahrendorf Professor am Fachbereich Erziehungswissenschaft der Universität Hamburg. 1983 lehrte er als Gastprofessor in Sydney an der University of New South Wales und 1994 in Istanbul.
Ab 1960 war er mehrere Jahre 2. Vorsitzender des Hamburger Jugendschriftenausschusses und 1960 bis 1972 2. Vorsitzender der Vereinigten Jugendschriftenausschüsse (VJA) auf Bundesebene. Auch international engagierte er sich in den Gremien, in Zusammenarbeit mit Klaus Doderer aus Frankfurt am Main. Gemeinsam mit diesem sowie Alfred Clemens Baumgärtner (Würzburg), Theodor Brüggemann (Köln) und Horst Künnemann (Hamburg) gehörte er zu den Begründern einer Forschung auf dem Gebiet der Kinder- und Jugendliteratur. Von 1972 bis 2001 war er der Schriftleiter der Fachzeitschrift „Informationen Jugendliteratur und Medien“ (1992 nach der Fusion mit der Ostberliner Fachzeitschrift „Beiträge zur Kinder- und Jugendliteratur“ umbenannt in „Beiträge Jugendliteratur und Medien“, seit 2007 unter dem Namen „kjl&m“), die von der „Arbeitsgemeinschaft Jugendliteratur und Medien“ (AJuM) im Auftrag der Gewerkschaft Erziehung und Wissenschaft herausgegeben wird.
In Berlin engagierte er sich in der Gruppe Der Rote Elefant. Er regte den Heinrich-Wolgast-Preis an, der die Darstellung der Arbeitswelt in der Kinder- und Jugendliteratur würdigt.
Dahrendorf hat in der Bewertung von Kinder- und Jugendliteratur die Erweiterung des Literaturbegriffs durchgesetzt, den herkömmlichen Schund-Begriff infragegestellt, sich für Comics eingesetzt und gesellschaftskritische Positionen eingefordert, so in der Kritik am traditionellen Mädchenbuch oder in der Förderung von kritischen Büchern über die NS-Zeit. Er befasste sich auch mit der Kinder- und Jugendliteratur der DDR. Kinder sollten sich mit gegenwartsnahen und politischen Problemen befassen. Seine linken Positionen stießen ebenso auf lebhafte Zustimmung wie auf Kritik.
Die Arbeitsbibliothek Dahrendorfs gehört heute zur Sammlung historischer Kinder- und Jugendliteratur der Universität Göttingen.
Malte Dahrendorf verstarb 79-jährig in Hamburg und wurde auf dem dortigen Friedhof Ohlsdorf beigesetzt. Die Grabstätte befindet sich im Planquadrat R 13. 

## Schriften
- Kinder- und Jugendliteratur, Berlin 1995
- Bibliografie